# Gymnothorax angusticeps
Gymnothorax angusticeps är en fiskart som först beskrevs av Hildebrand och Barton, 1949.  Gymnothorax angusticeps ingår i släktet Gymnothorax och familjen Muraenidae. IUCN kategoriserar arten globalt som livskraftig. Inga underarter finns listade i Catalogue of Life.